# Cem Yılmaz
Pour les articles homonymes, voir Yılmaz.
Cem Yılmaz est un humoriste, acteur, scénariste, producteur, réalisateur, caricaturiste et dessinateur turc né le 23 avril 1973 à Istanbul.

## Travaux
- SüperAdam (2009) [1],[2]

## Filmographie
- Her Şey Çok Güzel Olacak (scénario, acteur) (1997)
- 2001: Vizontele : Fikri, le tailleur
- 2004: G.O.R.A. (scénario, acteur) (2004)
- 2005: Les Affaires organisées (Organize isler) (scénario et acteur): Müslüm Duralmaz, le parrain de la mafia
- 2006: Hokkabaz (réalisateur, scénario, acteur)
- Bee Movie (acteur de voix) (2007)[3],[4]
- A.R.O.G (réalisateur, producteur, scénario, acteur) (2008)
- Arthur et la Vengeance de Maltazard (acteur de voix)[5]
- Yahşi Batı (producteur, scénario, acteur) (2009)[6],[7]
- Av Mevsimi de Yavuz Turgul dans le rôle de Deli İdris ((2010)[8]
- Zephyr (producteur, acteur) (2010)[9]
- Cars 2 (acteur de voix) (2011)[10]
- Çalgı Çengi (Producteur) (2011)[11]
- Magnifica presenza (acteur) (2012)[12]
- CM101MMXI - FUNDAMENTALS (producteur, scénario, acteur) (2013)
- 2014 : La Promesse d'une vie (The Water Diviner) de Russell Crowe : Sergent Cemal[13],[14]
- Pek Yakında (2014) [15],[16],[17]
- Ali Baba ve 7 Cüceler (2015)
- İftarlık Gazoz (2016)

### DVD
- Bir Tat Bir Doku (1999)
- Milenyum (1999)
- Cem Yılmaz Askerde (2003)
- CMYLMZ (2007)
- CMYLMZ Soru & Cevap (2010)
- CM101MMXI - FUNDAMENTALS (2011)